# كاران باول
كاران باول (بالإنجليزية: Karan Paul)‏ هو شخصية أعمال هندي، ولد في 3 نوفمبر 1969 في كلكتا في الهند.